# Cảnh sát Quốc gia Việt Nam Cộng hòa
Cảnh lực Quốc gia Việt Nam Cộng hòa (Tiếng Anh: The Republic of Vietnam National Police / RVNP, tiếng Pháp: Police Nationale de la République du Vietnam / PNRVN) hay Cảnh sát Quốc gia Việt Nam Cộng hòa (gọi tắt: Cảnh sát Quốc gia / CSQG) là Lực lượng Bảo an Bán Quân sự của Việt Nam Cộng hòa, tồn tại từ 1955 đến năm 1975. Đây là một trong những Lực lượng góp vai trò quan trọng trong công tác phối hợp với Quân lực Việt Nam Cộng hòa để đương đầu với cuộc Chiến tranh Việt Nam.
- Bài ca chính thức: Cảnh sát Quốc gia hành khúc.
- Biệt danh: Chuột Bạch[2].

## Lịch sử

### Kế thừa Hệ thống Cảnh sát Thuộc địa
Trong suốt thời gian chiếm đóng Đông Dương, Sở Liêm phóng Đông Dương sử dụng khá nhiều người Việt phục vụ trong Hệ thống An ninh và Cảnh sát Thuộc địa để chống lại phong trào đấu tranh đòi lại quyền độc lập dân tộc của người bản xứ, nhằm duy trì quyền thống trị lâu dài của thực dân tại Đông Dương. Mặc dù phục vụ tích cực cho người Pháp và phải chịu sự xa lánh từ những người đồng bào, những người Việt tham gia vào Hệ thống An ninh và Cảnh sát Thuộc địa rất ít có cơ hội thăng tiến. Họ chỉ là những nhân viên thừa hành cấp thấp bởi vì quyền điều hành chỉ huy chỉ dành cho người Pháp.
Sau khi Chiến tranh Đông Dương bùng nổ, để giảm bớt hình ảnh của thực dân xâm lược trước đây, người Pháp đã cho phép các nhân sĩ trí thức người Việt tán thành quyền cai trị của Pháp đối với Đông Dương được phép thành lập cho phép họ xây dựng các cơ quan hành chính địa phương như Hội đồng Tư vấn Nam Kỳ, Ủy ban Lâm thời Trung Kỳ và Ủy ban Lâm thời Hành chính và Xã hội Bắc Kỳ, đặt dưới quyền kiểm soát hoàn toàn của Phủ Cao ủy Pháp. Các Cơ quan Hành chính Địa phương này được thành lập các cơ quan an ninh riêng, tuy nhiên Sở Liêm phóng liên bang và các Sở Liêm phóng Địa phương do người Pháp điều hành, luôn có thẩm quyền và quyền hạn trên cả các Cơ quan An ninh Địa phương.
Trước nhu cầu chiến tranh lan rộng, nhằm cô lập Việt Minh trong cuộc chiến giành độc lập dân tộc, người Pháp đã thỏa hiệp với các Lực lượng Chính trị Vũ trang chống Cộng, miễn là đặt dưới quyền kiểm soát toàn phần hoặc bán phần của Chính quyền Liên bang. Tại các vùng không kiểm soát được, họ giao lại nhiệm vụ Cảnh sát cho các Lực lượng Vũ trang cát cứ chống Cộng. Tại các vùng kiểm soát, các Sở Công an được thành lập ở Hà Nội, Huế và Sài Gòn, ở mỗi Thị xã thành lập một Ty Cảnh sát. Tại Sài Gòn, người Pháp còn đi xa hơn khi giao nhiệm vụ cảnh sát lại cho Lực lượng Công an Xung phong của Quân đội Bình Xuyên để rảnh tay chống lại các Đơn vị Vũ trang của Việt Minh.
Các nhân viên an ninh cảnh sát hầu hết là cựu công chức người Việt thuộc các ngành an ninh hoặc các ngạch hành chính hay chuyên môn trong Chính quyền Thuộc địa Pháp trước năm 1945. Một số được tuyển dụng tạm thời. Về danh nghĩa, lương bổng của các nhân viên an ninh và cảnh sát do Chính quyền Địa phương trả, dù trên thực tế là trích từ ngân sách của Phủ Cao ủy.

### Hình thành cơ cấu tổ chức Trung ương
Năm 1948, người Pháp thỏa hiệp, chấp thuận cho Cựu hoàng Bảo Đại đứng ra thành lập một Chính phủ Lâm thời Quốc gia Việt Nam với tướng Nguyễn Văn Xuân làm Thủ tướng. Sắc lệnh 48/SG ngày 18 tháng 2 năm 1948 cũng ấn định tổ chức các cơ quan trực thuộc Thứ trưởng Nội vụ, trong đó có một cơ quan an ninh và cảnh sát toàn quốc với tên gọi "Ty Giám đốc Cảnh sát và Mật thám Quốc gia".
Thực hiện Thỏa ước Việt-Pháp ngày 8 tháng 3 năm 1949, một số bộ phận an ninh do người Pháp điều hành bắt đầu chuyển giao cho Chính phủ Quốc gia Việt Nam. Tuy nhiên, nhưng công tác tình báo vẫn do Sở Liêm phóng Liên bang đảm trách.

### Đào tạo Cảnh sát Quốc gia
Việt Nam Cộng hòa có một cơ sở đào tạo nhân sự cho ngành cảnh sát là Học viện Cảnh sát Quốc gia.

### Phát triển theo nhu cầu chiến tranh
- Trận Mậu Thân (1968) tại Sài Gòn.
- Trận Sài Gòn (1975)

## Lãnh đạo qua các thời kỳ
| Stt | Họ và tên                                      | Cấp bậc       | Chức danh             | Tại nhiệm | Chú thích                                              |
| --- | ---------------------------------------------- | ------------- | --------------------- | --------- | ------------------------------------------------------ |
| 1   | Mai Hữu Xuân Liêm phóng Pháp                   | Tổng Kiểm tra | Tổng Giám đốc         | 1951-1954 | Thời kỳ Quốc gia Việt Nam                              |
| 2   | Lại Văn Sang Phòng Nhì Pháp                    | Đại tá        | Tổng Giám đốc         | 1954-1955 | Thời kỳ Quốc gia Việt Nam                              |
| 3   | Nguyễn Ngọc Lễ Trường Hạ sĩ quan Pháp          | Thiếu tướng   | Tổng Giám đốc         | 1955-1956 | Thời kỳ Việt Nam Cộng hòa Đệ nhất Cộng hòa (1955-1963) |
| 4   | Phạm Xuân Chiểu Võ bị Lục quân Yên Bái         | Đại tá        | Tổng Giám đốc         | 1956-1958 | Thời kỳ Việt Nam Cộng hòa Đệ nhất Cộng hòa (1955-1963) |
| 5   | Nguyễn Văn Là Võ bị Tông Sơn Tây               | Thiếu tướng   | Tổng Giám đốc         | 1958-1961 | Thời kỳ Việt Nam Cộng hòa Đệ nhất Cộng hòa (1955-1963) |
| 6   | Nguyễn Văn Y Võ bị Đà Lạt K3                   | Đại tá        | Tổng Giám đốc         | 1961-1963 | Thời kỳ Việt Nam Cộng hòa Đệ nhất Cộng hòa (1955-1963) |
| 7   | Trần Thanh Bền                                 | Đại tá        | Tổng Giám đốc         | 1963-1964 | Thời kỳ Việt Nam Cộng hòa Đệ nhị Cộng hòa (1963-1975)  |
| 8   | Phạm Văn Liễu Võ bị Đà Lạt K5                  | Đại tá        | Tổng Giám đốc         | 1964-1966 | Thời kỳ Việt Nam Cộng hòa Đệ nhị Cộng hòa (1963-1975)  |
| 9   | Nguyễn Ngọc Loan Võ khoa Thủ Đức K1            | Đại tá        | Tổng Giám đốc         | 1966-1968 | Thời kỳ Việt Nam Cộng hòa Đệ nhị Cộng hòa (1963-1975)  |
| 10  | Trần Văn Hai Võ bị Đà Lạt K7                   | Đại tá        | Tổng Giám đốc         | 1968-1970 | Thời kỳ Việt Nam Cộng hòa Đệ nhị Cộng hòa (1963-1975)  |
| 11  | Trần Thanh Phong Võ bị Huế K2                  | Thiếu tướng   | Tổng giám đốc Tư lệnh | 1970-1971 | Thời kỳ Việt Nam Cộng hòa Đệ nhị Cộng hòa (1963-1975)  |
| 12  | Nguyễn Khắc Bình Võ khoa Thủ Đức K1            | Thiếu tướng   | Tư lệnh               | 1971-1975 | Thời kỳ Việt Nam Cộng hòa Đệ nhị Cộng hòa (1963-1975)  |
| 13  | Triệu Quốc Mạnh Ban Trí vận Sài Gòn - Gia Định | Chuẩn tướng   | Tư lệnh               | 1975      | Thời kỳ Việt Nam Cộng hòa Đệ nhị Cộng hòa (1963-1975)  |

## Hệ thống cấp bậc qua các giai đoạn
- Được chia làm 3 giai đoạn:

| Stt | Giai đoạn I 1955-1962 (6 bậc) | Stt | Giai đoạn II 1962-1971 (14 bậc) | Stt | Giai đoạn III 1971-1975 (14 cấp bậc) |
| --- | ----------------------------- | --- | ------------------------------- | --- | ------------------------------------ |
| 1   | Cảnh sát viên                 | 1   | Cảnh sát viên                   | 1   | Cảnh sát viên                        |
| 2   | Thẩm sát viên                 | 2   | Phó Thấm sát viên Công nhật     | 2   | Trung sĩ                             |
| 3   | Biên tập viên                 | 3   | Phó Thẩm sát viên               | 3   | Trung sĩ nhất                        |
| 4   | Quận trưởng                   | 4   | Phó Thẩm sát viên Thượng hạng   | 4   | Thượng sĩ                            |
| 5   | Kiểm tra                      | 5   | Thẩm sát viên Công nhật         | 5   | Thượng sĩ nhất                       |
| 6   | Tổng Kiểm tra                 | 6   | Thẩm sát viên                   | 6   | Thiếu úy                             |
|     |                               | 7   | Thẩm sát viên Thượng hạng       | 7   | Trung úy                             |
|     |                               | 8   | Biên tập viên Công nhật         | 8   | Đại úy                               |
|     |                               | 9   | Biên tập viên                   | 9   | Thiếu tá                             |
|     |                               | 10  | Biên tập viên Thượng hạng       | 10  | Trung tá                             |
|     |                               | 11  | Quận trưởng                     | 11  | Đại tá                               |
|     |                               | 12  | Quận trưởng Thượng hạng         | 12  | Chuẩn tướng                          |
|     |                               | 13  | Kiểm tra                        | 13  | Thiếu tướng                          |
|     |                               | 14  | Tổng Kiểm tra                   | 14  | Trung tướng                          |